# Flabelliphoria
Flabelliphoria is een uitgestorven geslacht van tweekleppigen uit de  familie van de Myophoriidae.

## Soort
- Flabelliphoria harpa (Münster in Goldfuss, 1838) †